# Paulina Guba
Paulina Guba (née le 14 mai 1991 à Otwock) est une athlète polonaise, spécialiste du lancer du poids.

## Biographie
Le 27 août 2017, elle décroche la médaille de bronze de l'Universiade à Taipei avec 17,76 m.
Le 4 février 2018, à Spała, elle améliore son record personnel de dix centimètres pour le porter à 18,73 m, meilleure performance mondiale de l'année.
Le 8 août 2018, en finale des championnats d'Europe de Berlin, Paulina Guba devient championne d'Europe de sa discipline grâce à un dernier essai à 19,33 m. Elle devance sur le podium la double tenante du titre Christina Schwanitz (19,19 m) et la Biélorusse Aliona Dubitskaya (18,81 m).
Elle se classe 10e des championnats du monde 2019 à Doha avec 18,02 m.

## Palmarès
| Date | Compétition                       | Lieu             | Résultat | Marque  |
| ---- | --------------------------------- | ---------------- | -------- | ------- |
| 2010 | Championnats du monde juniors     | Moncton          | 7e       | 15,20 m |
| 2015 | Championnats d'Europe en salle    | Prague           | 5e       | 17,47 m |
| 2015 | Universiade                       | Gwangju          | 2e       | 17,94 m |
| 2015 | Championnats du monde             | Pékin            | 11e      | 17,52 m |
| 2017 | Championnats d'Europe en salle    | Belgrade         | 6e       | 18,00 m |
| 2017 | Championnats d'Europe par équipes | Lille            | 3e       | 17,67 m |
| 2017 | Universiade                       | Taipei           | 3e       | 17,76 m |
| 2018 | Championnats du monde en salle    | Birmingham       | 5e       | 18,54 m |
| 2018 | Coupe du monde                    | Londres          | 2e       | 19,29 m |
| 2018 | Championnats d'Europe             | Berlin           | 1re      | 19,33 m |
| 2018 | Ligue de diamant                  | Ligue de diamant | 5e       | 18,54 m |
| 2018 | Coupe continentale                | Ostrava          | 4e       | 18,94 m |
| 2019 | Championnats d'Europe par équipes | Bydgoszcz        | 4e       | 17,77 m |
| 2019 | Championnats du monde             | Doha             | 10e      | 18,02 m |
| 2019 | Jeux mondiaux militaires          | Wuhan            | 1re      | 18,22 m |

## Records
| Épreuve         | Épreuve   | Marque  | Lieu     | Date            |
| --------------- | --------- | ------- | -------- | --------------- |
| Lancer du poids | Plein air | 19,38 m | Cetniewo | 8 juillet 2018  |
| Lancer du poids | En salle  | 18,77 m | Spała    | 17 février 2018 |